# Implantateregister
Ein Implantateregister (in Österreich Implantatregister) dient dem Schutz der Gesundheit und Sicherheit von Patienten bei der Gesundheitsversorgung mit Implantaten. In Deutschland wird es seit dem 1. Januar 2020 beim Deutschen Institut für Medizinische Dokumentation und Information unter der Bezeichnung Implantateregister Deutschland geführt. Zuvor wurden verschiedene Register, die von medizinischen Fachgesellschaften betrieben werden, da es bislang in Deutschland kein Nationales Implantateregisters bzw. Deutsches Implantateregister existiert, wie es die Europäische Medizinprodukte-Verordnung (Medical Device Regulation – MDR) vorsieht, in dem EU-Mitgliedstaaten Maßnahmen zur Förderung entsprechender Register ergreifen sollen (vgl. Artikel 108 Satz 1 MDR).

## Implantateregister-Errichtungsgesetz
Am 12. Dezember 2019 wurde das Implantateregistergesetz (IRegG) als Artikel 1 des Implantateregister-Errichtungsgesetz erlassen (EIRD; BGBl. I S. 2494). Demnach richtet das Robert Koch-Institut eine unabhängige Vertrauensstelle ein (§ 8 IRegG), die alle personenbezogenen Daten pseudonymisiert (§ 9 IRegG). Für die Übermittlung der Datensätze wird die Telematikinfrastruktur nach § 291a Abs. 7 S. 1 des
Fünften Buches Sozialgesetzbuch genutzt (§ 18 IRegG). Um die Aussagefähigkeit des Registers zu gewährleisten, ist die Meldung an das Register für Gesundheitseinrichtungen, gesetzliche und private Krankenversicherungen (§ 25 IRegG) und alle Patienten (§ 24 IRegG) verpflichtend. Hersteller sind verpflichtet, ihre Produkte in der Produktdatenbank des Registers zu registrieren. Bei Meldeverstößen der implantierenden Einrichtung oder der Verwendung von nicht in der Produktdatenbank registrierten Implantaten sieht der Gesetzentwurf einen Vergütungsausschluss vor. Es sind umfassende Vorgaben an die Transparenz enthalten, wie zum Beispiel jährliche Berichte durch die Registerstelle und das Bundesinstitut für Arzneimittel und Medizinprodukte (BfArM). Der Aufwand, der den Gesundheitseinrichtungen durch die verpflichtende Meldung an das Register zusätzlich entsteht, wird erstattet. Es werden die Rahmenbedingungen für die Datenübernahme von bestehenden Registern geregelt. Der tatsächliche Beginn der Meldepflicht für die einzelnen Implantattypen hängt jeweils von dem Vorliegen aller technischen Voraussetzungen für die Entgegennahme der Meldung durch das Register ab und wird durch Rechtsverordnung konkretisiert.
Die folgenden Implantattypen werden gemäß der Anlage (zu § 2 Nr. 1) des IRegG erfasst:
1. Gelenkendoprothesen (für Hüfte, Knie, Schulter, Ellenbogen und Sprunggelenk),
2. Brustimplantate,
3. Herzklappen und andere kardiale Implantate,
4. implantierbare Defibrillatoren und Herzschrittmacher,
5. Neurostimulatoren,
6. Cochlea-Implantate,
7. Wirbelkörperersatzsysteme und Bandscheibenprothesen und Stents.

Zahnimplantate werden demnach nicht im Implantateregister Deutschland erfasst.
Das Gesetz enthält zudem Regelungen, mit denen das Verfahren des Gemeinsamen Bundesausschusses (G-BA) zur Bewertung von Untersuchungs- und Behandlungsmethoden in der vertragsärztlichen Versorgung beschleunigt werden soll. Hierzu wird die bisherige Fristvorgabe für den G-BA von drei auf zwei Jahre verkürzt.
Ergänzend zu dem Gesetz wird eine Rechtsverordnung erarbeitet, die Einzelheiten zum Betrieb des Implantateregisters regelt (§ 37 IRegG).

## Überblick der bestehenden Register in Deutschland
| Name des Registers | Träger | Erfasste Implantate / Behandlung |
| --- | --- | --- |
| Deutsche Aortenklappenregister / German Aortic Valve Registry (GARY)                                                                                   | Deutsche Aortenklappenregister GmbH durch die Deutsche Gesellschaft für Thorax-, Herz- und Gefäßchirurgie (DGTHG) und der Deutschen Gesellschaft für Kardiologie – Herz- und Kreislaufforschung (DGK)                                                                                             | Transkatheter-Aortenklappenimplantation (TAVI) |
| Bauchaortenaneurysmen-Register (BAA-Register) | Deutsche Gesellschaft für Gefäßchirurgie und Gefäßmedizin (DGG) | Endovaskuläre Aneurysmaversorgung (EVAR) und Offene Operation zur Ausschaltung des Bauchaortenaneurysmas (OAR).                                                                                              |
| Brustimplantat- und Netzregister (AWOgyn) | Arbeitsgemeinschaft für ästhetische plastische und wiederherstellende Operationsverfahren in der Gynäkologie (AWOgyn), Asthemis GmbH | Brustimplantate, Netze als auch Gewebematrices |
| Endoprothesenregister Deutschland (EPRD) | Deutsche Gesellschaft für Orthopädie und Orthopädische Chirurgie (DGOOC) | Endoprothesen (Hüft- und Kniegelenke) |
| Histopathologisches Implantatregister | Deutsche Gesellschaft für Orthopädie und Orthopädische Chirurgie (DGOOC) | Gelenkendoprothesen- und Implantat-Pathologiefälle (ICD T84.0, T84.5, T84.9, A49.8, M10, M11, M19, M86). |
| Hernien-Register | Herniamed gGmbH zu Vivantes Klinikum Spandau | Netzimplantate Hernienchirurgie |
| Deutsches Herzschrittmacher- und Defibrillatorregister (German Pacemaker Register)                                                                     | Deutsche Gesellschaft für Thorax-, Herz- und Gefäßchirurgie (DGTHG) und der Deutschen Gesellschaft für Kardiologie – Herz- und Kreislaufforschung (DGK) und der Fachgruppe Herzschrittmacher und Defibrillatoren beim Institut für Qualitätssicherung und Transparenz im Gesundheitswesen (IQTIG) | Herzschrittmacher und Defibrillatoren (ICD) |
| Deutsches Ablationsregister | Stiftung IHF – Institut für Herzinfarktforschung mit der Arbeitsgemeinschaft leitender kardiologischer Krankenhausärzte (ALKK) | Katheterablation, Elektrophysiologische Untersuchung (EPU), Hochfrequenzablation, Kryoablation |
| Koronarangioplastie-Register (PCI Register) | Stiftung IHF – Institut für Herzinfarktforschung mit der Arbeitsgemeinschaft leitender kardiologischer Krankenhausärzte (ALKK) | Herzkatheteruntersuchungen (mit und ohne Ballondehnung) |
| Register der Vorhofverschlüsse (Left Atrium Appendage Occluder Register Germany (LAARGE))                                                              | Stiftung IHF – Institut für Herzinfarktforschung mit der Arbeitsgemeinschaft leitender kardiologischer Krankenhausärzte (ALKK) | Vorhofohr-Verschlüsse (Schirmchen, LAA-Occluder) |
| Deutsches Herzinsuffizienz Register (EVIdence based TreAtment – Heart Failure; EVITA HF)                                                               | Stiftung IHF – Institut für Herzinfarktforschung mit der Arbeitsgemeinschaft leitender kardiologischer Krankenhausärzte (ALKK) | Chronische Herzinsuffizienz und linksventrikuläre Ejektionsfraktion, Einsatz von CRT-Systeme mit Defibrillatorfunktion, „Kunstherz“ oder linksventrikuläres Unterstützungssystem (LVAD), Herztransplantation |
| Deutsches Karotisstent-Register (German Carotid Artery Stent Registry; GeCAS)                                                                          | Stiftung IHF – Institut für Herzinfarktforschung mit der Arbeitsgemeinschaft leitender kardiologischer Krankenhausärzte (ALKK) | Karotisstentangioplastie |
| Koronarstenosen-Register (German-Austrian-ABSORB RegIsteR; GABI-R)                                                                                     | Stiftung IHF – Institut für Herzinfarktforschung mit der Arbeitsgemeinschaft leitender kardiologischer Krankenhausärzte (ALKK) | Koronarstenosen, die mit dem ABSORB, einem bioresorbierbaren Koronarstent des Herstellers Abbott, behandelt werden.                                                                                          |
| Europäisches Register für Patienten mit Kreislaufunterstützungssystemen (European Registry for Patients with Mechanical Circulatory Support; EUROMACS) | Deutsches Herzzentrum Berlin (DHZB) | Mechanische Kreislaufunterstützungssystemen (MCS) wie die Intraaortale Ballonpumpe (IABP) |
| Sprunggelenkendoprothesen-Register (DAF-Register) | Deutsche Assoziation für Fuß- und Sprunggelenk (D.A.F.) | Sprunggelenk-Endoprothese |
| Deutsches Wirbelsäulen-Register | Deutsche Wirbelsäulengesellschaft (DWG) in Kooperation mit der Spine Society of Europe und das System Spine Tango und dem Institut für Sozial- und Präventivmedizin (ISPM) der Universität Bern                                                                                                   | u. a. Spondylodese, PLIF |

## Situation in Österreich
In der Pilotphase befindet sich das Implantatregisters für den Bereich der Hüftendoprothetik das von der Gesundheit Österreich GmbH (GÖGG) im Geschäftsbereich des Österreichischen Bundesinstituts für Gesundheitswesen (ÖBIG)  geführt wird.
Die Österreichische Gesellschaft für Plastische, Ästhetische und Rekonstruktive Chirurgie führt zudem ein Implantatregister für Silikonimplantate.
Nach § 73a Abs. 1 Medizinproduktegesetz ist Gesundheit Österreich GmbH berechtigt,
- zum Zweck des Schutzes der Gesundheit und Sicherheit von Patienten, Anwendern oder Dritten und zur Abwehr von Risiken von implantierbaren Medizinprodukten,
- zum Zweck der Medizinproduktevigilanz und Marktüberwachung von implantierbaren Medizinprodukten,
- zum Zweck der Qualitätssicherung von implantierbaren Medizinprodukten,
- zum Zweck der Statistik als Grundlage für Planung, Qualitätssicherung und Qualitätsberichterstattung im österreichischen Gesundheitswesen und
- zu wissenschaftlichen Zwecken

Implantatregister  für aktive implantierbare Medizinprodukte, Weichteilimplantate, cardiovaskuläre, neurologische und orthopädische  Implantate  zu führen.

## Situation in der Schweiz
In der Schweiz besteht bereits das Schweizerische Implantate-Register SIRIS vorerst für künstliche Knie- und Hüftgelenke (Endoprothesen), später auch für weitere Implantate. Dies dient als Frühwarnsystem bei Implantatversagen, als Indikator für Komplikationen beim operativen Eingriff, als Instrument für Benchmarking unter Industrie und Spitälern sowie als Datenbank für Langzeitresultate und Überlebenszeitanalysen. Gründungsmitglieder von SIRIS waren die Schweizerische Gesellschaft für Orthopädie und Traumatologie (Mitglied des Dachverbandes der chirurgischen Fachgemeinschaft / Foederatio Medicorum Chirurgicorum Helvetica; FMCH), der Dachverband der Schweizerischen Handels- und Industrievereinigungen der Medizinaltechnik (FASMED) und den Branchenverband der schweizerischen Krankenversicherer (Santésuisse). Daneben gibt es das Register für Brustoperationen, das Mammoregister, welches von der Swiss Plastic Surgery geführt wird und im März 2022 wegen einer Sicherheitslücke in die Schlagzeilen geriet.
- Schweizerisches Implantate-Register (SIRIS)
- Medizintechnologie.de – Bundesministerium für Bildung und Forschung (BMBF)
- Internationales Implantat-Register